# Руски цар (филм)
Руски цар је југословенски телевизијски филм снимљен 1993. године који је режирао и написао Чедомир Петровић.